# Bahnstrecke Brunswick–Skowhegan
| Gesellschaft: | PAR, ME                |                                                |                                                |
| Streckenlänge: | 114 km                 |                                                |                                                |
| Spurweite: | 1435 mm (Normalspur)   |                                                |                                                |
| |                        |                                                |                                                |
| Gleise: | 1 (früher teilweise 2) |                                                |                                                |
| \| \| \| \| \| \| \| \| von Portland \| \| \| \| 0,0 \| Brunswick Junction ME (früher Brunswick) \| Brunswick Junction ME (früher Brunswick) \| \| \| \| von Farmington \| \| \| \| 0,5 \| Brunswick ME Maine Street \| Brunswick ME Maine Street \| \| \| \| nach Rockland (Rock Junction) \| \| \| \| \| Kennebec River \| \| \| \| 2,1 \| Topsham ME \| Topsham ME \| \| \| 6,3 \| Cathance ME \| Cathance ME \| \| \| \| Cathance River \| \| \| \| 12,4 \| Bowdoinham ME \| Bowdoinham ME \| \| \| \| Denham Stream \| \| \| \| 18,4 \| Harward's ME (früher Harward's Road) \| Harward's ME (früher Harward's Road) \| \| \| 24,9 \| Richmond ME \| Richmond ME \| \| \| ca. 29 \| Iceboro ME \| Iceboro ME \| \| \| 30,7 \| Dresden ME \| Dresden ME \| \| \| 36,5 \| South Gardiner ME (früher Lawrences Mills) \| South Gardiner ME (früher Lawrences Mills) \| \| \| 43,3 \| Gardiner ME \| Gardiner ME \| \| \| \| Cobbosseecontee Stream \| \| \| \| \| von Copsecook Mills \| \| \| \| ca. 45 \| North Street Siding \| North Street Siding \| \| \| ca. 47 \| Farmingdale ME \| Farmingdale ME \| \| \| 50,2 \| Hallowell ME \| Hallowell ME \| \| \| ca. 52 \| State House Siding \| State House Siding \| \| \| 53,6 \| Augusta ME \| Augusta ME \| \| \| \| Kennebec River \| \| \| \| ca. 54 \| East Augusta ME \| East Augusta ME \| \| \| ca. 60 \| Kennebec ME \| Kennebec ME \| \| \| 65,8 \| Riverside ME (früher Seven Mile Brook, Sidney) \| Riverside ME (früher Seven Mile Brook, Sidney) \| \| \| 71,9 \| Vassalboro ME \| Vassalboro ME \| \| \| \| Sebasticook River \| \| \| \| 82,1 \| Winslow ME \| Winslow ME \| \| \| \| Kennebec River \| \| \| \| \| Verbindungskurve Richtung Bangor \| \| \| \| \| Strecke Cumberland–Bangor \| \| \| \| \| Verbindungskurve Richtung Cumberland \| \| \| \| 84,7 \| Waterville ME (ehem. Kreuzungsbahnhof) \| Waterville ME (ehem. Kreuzungsbahnhof) \| \| \| 88,9 \| Fairfield ME (früher Kendall’s Mills) \| Fairfield ME (früher Kendall’s Mills) \| \| \| \| nach Bangor \| \| \| \| 93,7 \| Shawmut ME (früher Somerset Mills) \| Shawmut ME (früher Somerset Mills) \| \| \| ca. 97 \| Nobles ME \| Nobles ME \| \| \| 99,0 \| Good Will Farm ME \| Good Will Farm ME \| \| \| 101,3 \| Hinckley ME (früher Pishons Ferry, Pishons) \| Hinckley ME (früher Pishons Ferry, Pishons) \| \| \| \| Güteranschluss Papierfabrik \| \| \| \| ca. 113 \| Skowhegan ME (ab 1953) \| Skowhegan ME (ab 1953) \| \| \| \| Kennebec River \| \| \| \| 114,0 \| Skowhegan ME (bis 1953) \| Skowhegan ME (bis 1953) \| |                        |                                                |                                                |
| |                        |                                                |                                                |
| Strecke |                        | von Portland                                   | von Portland                                   |
| Bahnhof | 0,0                    | Brunswick Junction ME (früher Brunswick)       | Brunswick Junction ME (früher Brunswick)       |
| Abzweig geradeaus, nach links und von links |                        | von Farmington                                 | von Farmington                                 |
| Haltepunkt / Haltestelle | 0,5                    | Brunswick ME Maine Street                      | Brunswick ME Maine Street                      |
| Abzweig geradeaus und nach rechts |                        | nach Rockland (Rock Junction)                  | nach Rockland (Rock Junction)                  |
| Brücke über Wasserlauf |                        | Kennebec River                                 | Kennebec River                                 |
| ehemaliger Haltepunkt / Haltestelle | 2,1                    | Topsham ME                                     | Topsham ME                                     |
| Dienststation / Betriebs- oder Güterbahnhof | 6,3                    | Cathance ME                                    | Cathance ME                                    |
| Brücke über Wasserlauf |                        | Cathance River                                 | Cathance River                                 |
| ehemaliger Bahnhof | 12,4                   | Bowdoinham ME                                  | Bowdoinham ME                                  |
| Brücke über Wasserlauf |                        | Denham Stream                                  | Denham Stream                                  |
| ehemaliger Haltepunkt / Haltestelle | 18,4                   | Harward's ME (früher Harward's Road)           | Harward's ME (früher Harward's Road)           |
| Dienststation / Betriebs- oder Güterbahnhof | 24,9                   | Richmond ME                                    | Richmond ME                                    |
| ehemaliger Haltepunkt / Haltestelle | ca. 29                 | Iceboro ME                                     | Iceboro ME                                     |
| ehemaliger Haltepunkt / Haltestelle | 30,7                   | Dresden ME                                     | Dresden ME                                     |
| Dienststation / Betriebs- oder Güterbahnhof | 36,5                   | South Gardiner ME (früher Lawrences Mills)     | South Gardiner ME (früher Lawrences Mills)     |
| Dienststation / Betriebs- oder Güterbahnhof | 43,3                   | Gardiner ME                                    | Gardiner ME                                    |
| Brücke über Wasserlauf |                        | Cobbosseecontee Stream                         | Cobbosseecontee Stream                         |
| Abzweig geradeaus und von links |                        | von Copsecook Mills                            | von Copsecook Mills                            |
| ehemaliger Dienststation / Betriebs- oder Güterbahnhof | ca. 45                 | North Street Siding                            | North Street Siding                            |
| ehemaliger Haltepunkt / Haltestelle | ca. 47                 | Farmingdale ME                                 | Farmingdale ME                                 |
| Dienststation / Betriebs- oder Güterbahnhof | 50,2                   | Hallowell ME                                   | Hallowell ME                                   |
| Betriebs-/Güterbahnhof Strecke ab hier außer Betrieb | ca. 52                 | State House Siding                             | State House Siding                             |
| Bahnhof (Strecke außer Betrieb) | 53,6                   | Augusta ME                                     | Augusta ME                                     |
| Brücke über Wasserlauf (Strecke außer Betrieb) |                        | Kennebec River                                 | Kennebec River                                 |
| Betriebs-/Güterbahnhof Strecke bis hier außer Betrieb | ca. 54                 | East Augusta ME                                | East Augusta ME                                |
| ehemaliger Haltepunkt / Haltestelle | ca. 60                 | Kennebec ME                                    | Kennebec ME                                    |
| ehemaliger Bahnhof | 65,8                   | Riverside ME (früher Seven Mile Brook, Sidney) | Riverside ME (früher Seven Mile Brook, Sidney) |
| ehemaliger Bahnhof | 71,9                   | Vassalboro ME                                  | Vassalboro ME                                  |
| Brücke über Wasserlauf |                        | Sebasticook River                              | Sebasticook River                              |
| ehemaliger Bahnhof | 82,1                   | Winslow ME                                     | Winslow ME                                     |
| Brücke über Wasserlauf |                        | Kennebec River                                 | Kennebec River                                 |
| Abzweig geradeaus und ehemals nach rechts |                        | Verbindungskurve Richtung Bangor               | Verbindungskurve Richtung Bangor               |
| Kreuzung (Querstrecke außer Betrieb) |                        | Strecke Cumberland–Bangor                      | Strecke Cumberland–Bangor                      |
| Abzweig geradeaus und von links |                        | Verbindungskurve Richtung Cumberland           | Verbindungskurve Richtung Cumberland           |
| Dienststation / Betriebs- oder Güterbahnhof | 84,7                   | Waterville ME (ehem. Kreuzungsbahnhof)         | Waterville ME (ehem. Kreuzungsbahnhof)         |
| Dienststation / Betriebs- oder Güterbahnhof | 88,9                   | Fairfield ME (früher Kendall’s Mills)          | Fairfield ME (früher Kendall’s Mills)          |
| Abzweig geradeaus und nach rechts |                        | nach Bangor                                    | nach Bangor                                    |
| Dienststation / Betriebs- oder Güterbahnhof | 93,7                   | Shawmut ME (früher Somerset Mills)             | Shawmut ME (früher Somerset Mills)             |
| ehemaliger Haltepunkt / Haltestelle | ca. 97                 | Nobles ME                                      | Nobles ME                                      |
| ehemaliger Haltepunkt / Haltestelle | 99,0                   | Good Will Farm ME                              | Good Will Farm ME                              |
| ehemaliger Bahnhof | 101,3                  | Hinckley ME (früher Pishons Ferry, Pishons)    | Hinckley ME (früher Pishons Ferry, Pishons)    |
| Abzweig ehemals geradeaus und nach links |                        | Güteranschluss Papierfabrik                    | Güteranschluss Papierfabrik                    |
| Dienststation / Betriebs- oder Güterbahnhof (Strecke außer Betrieb) | ca. 113                | Skowhegan ME (ab 1953)                         | Skowhegan ME (ab 1953)                         |
| Brücke über Wasserlauf (Strecke außer Betrieb) |                        | Kennebec River                                 | Kennebec River                                 |
| Kopfbahnhof Streckenende (Strecke außer Betrieb) | 114,0                  | Skowhegan ME (bis 1953)                        | Skowhegan ME (bis 1953)                        |

Die Bahnstrecke Brunswick–Skowhegan ist eine Eisenbahnstrecke in Maine (Vereinigte Staaten). Sie ist 114 Kilometer lang. Die normalspurige Strecke wird heute durch die Pan Am Railways zwischen Waterville und Hinckley ausschließlich im Güterverkehr betrieben. Von East Augusta bis Waterville gehört die Strecke ebenfalls den Pan Am Railways, regulärer Betrieb findet jedoch kaum statt. Der Abschnitt von Brunswick bis East Augusta gehört der Maine Eastern Railroad, die bis Augusta den Güterverkehr betreibt. Die 12,7 Kilometer lange Strecke nördlich von Hinckley sowie etwa zwei Kilometer im Stadtgebiet von Augusta sind stillgelegt.

## Geschichte
Der Südteil der Strecke bis Augusta wurde als Zweigstrecke der Bahnstrecke Portland–Bath geplant. Die Kennebec and Portland Railroad hatte Ende der 1840er Jahre mit dem Bau dieser Strecke begonnen und sie 1849 eröffnet. Die Zweigstrecke von Brunswick entlang des Kennebec River nach Augusta wurde unmittelbar darauf begonnen und im Januar 1851 fuhren die ersten Züge bis Richmond. Im Dezember war Gardiner erreicht und im Januar des darauffolgenden Jahres wurde die Bahn bis Augusta fertiggestellt.
Die Somerset and Kennebec Railroad war 1848 gegründet worden und hatte das Ziel, die Bahnstrecke weiter nach Norden zu verlängern. In Augusta und Waterville musste hierzu der Kennebec River überquert werden, was die Eröffnung der Strecke hinauszögerte. Erst 1855 fuhren die ersten Züge bis Kendall’s Mills (heute Fairfield). 1856 oder 1857 wurde die Strecke bis Skowhegan eröffnet. Eine weitere geplante Verlängerung nach Caratunk wurde nie gebaut. Die Betriebsführung oblag zwar auf der gesamten Strecke der Kennebec&Portland, jedoch pachtete sie erst 1864 formell die Somerset&Kennebec und damit die Strecke nördlich von Augusta.
1870 pachtete wiederum die Maine Central Railroad beide Bahngesellschaften und führte ab diesem Zeitpunkt den Betrieb auf der Strecke Brunswick–Skowhegan. Sie führte einen Großteil ihrer Fernzüge über die „Lower Road“ (untere Strecke) genannte Bahn, sodass der Abschnitt Waterville–Skowhegan zur Zweigstrecke degradiert wurde und der restliche Teil in der Hauptstrecke Portland–Bangor aufging. Ein großer Teil der Strecke zwischen Brunswick und Fairfield wurde Anfang des 20. Jahrhunderts zweigleisig ausgebaut. Zur Blütezeit der Eisenbahn verkehrten zahlreiche bedeutende Expresszüge über die Bahnstrecke, darunter der Bar Harbor Express (New York City–Mount Desert Ferry) und der Gull (Boston–Halifax).
Im März 1936 zerstörte ein Hochwasser, das ganz Neuengland überschwemmte, einen großen Teil der Strecke entlang des Kennebec Rivers. Bis zum Sommer des Jahres ruhte der Bahnverkehr. 1946 endete der Personenverkehr zwischen Fairfield und Skowhegan, am 6. September 1960 auch zwischen Brunswick und Fairfield. Das zweite Gleis wurde in der Folgezeit größtenteils wieder abgebaut, da die Zugdichte stark abgenommen hatte. Bereits 1953 war die Bahnbrücke über den Kennebec in Skowhegan stillgelegt und südlich der Brücke ein neuer Güterbahnhof gebaut worden. Die Brücke wurde noch bis zu ihrer Zerstörung 1987 durch ein Hochwasser als Fußgängerbrücke benutzt. 1971 legte die Maine Central den Abschnitt zwischen der Papierfabrik in Hinckley und dem Güterbahnhof Skowhegan still. Die Gleise wurden abgebaut und das Bahngelände verkauft. Seit 1981 führt die Guilford Transportation, ab 2006 unter dem Namen Pan Am Railways den Verkehr auf der Strecke.

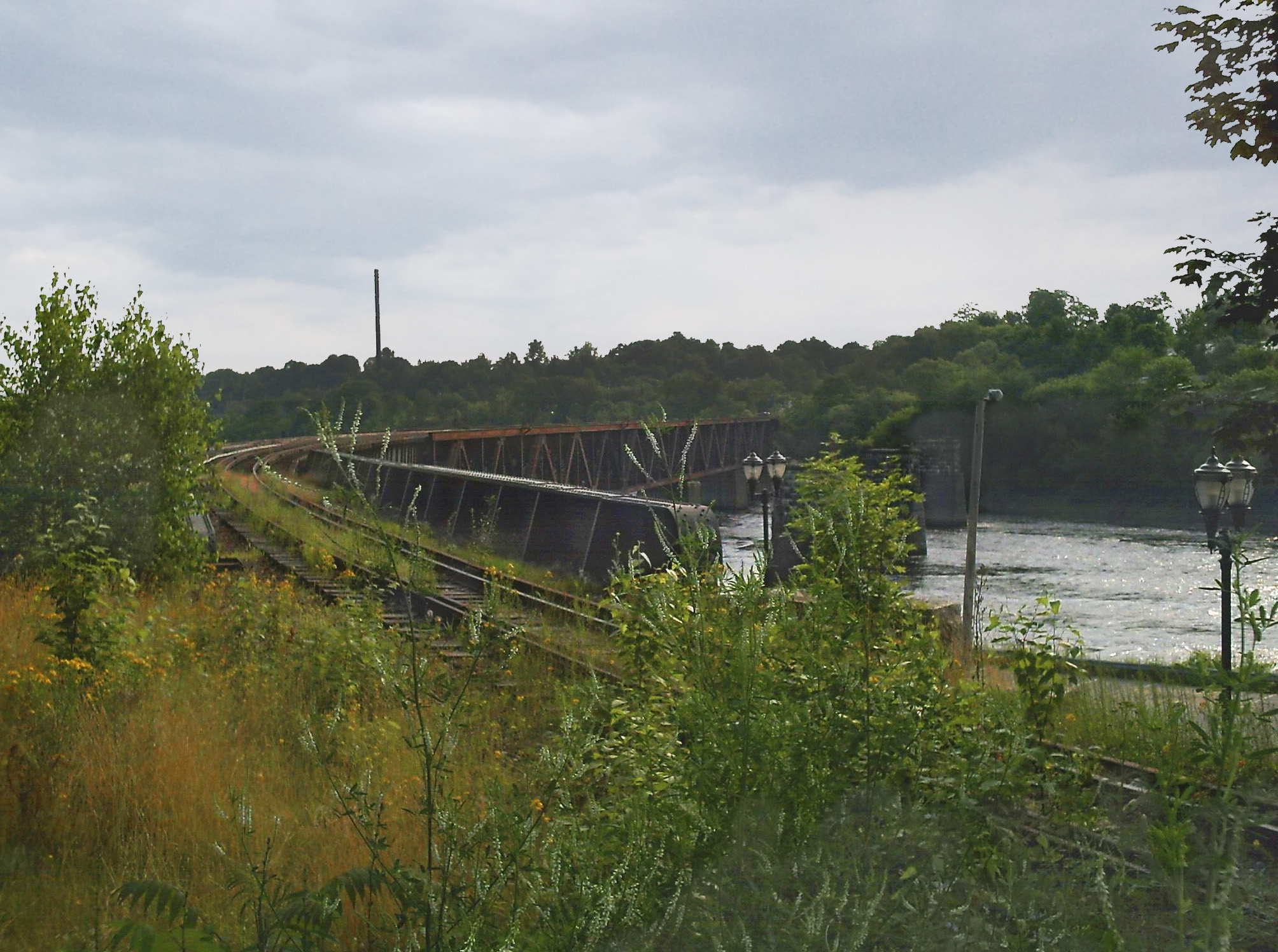
Brücke über den Kennebec River bei Augusta am 8. Juli 2006

Der Abschnitt Brunswick–East Augusta wurde 1989 zunächst offiziell stillgelegt. Die Strecke blieb jedoch intakt und wurde 1991 an den Staat Maine verkauft. Dieser verpachtete den Streckenabschnitt an die Maine Coast Railroad, die jedoch den Betrieb erst 1996 bis Augusta wieder aufnahm. Der kurze Abschnitt von Augusta bis East Augusta wurde teilweise abgebaut, die Brücke über den Kennebec River stillgelegt, jedoch nicht abgerissen.
Da die Anbindung des Industriestandortes East Augusta an die Hafenstadt Portland über Brunswick deutlich kürzer war, beschloss man 1999, die Brücke zu sanieren und die abgebauten Gleise in Augusta wieder einzusetzen. Im Februar 2000 wurde die Strecke reaktiviert und die Maine Coast Railroad befuhr nun die gesamte Strecke bis East Augusta. Gleichzeitig endete jedoch der Betrieb zwischen East Augusta und Waterville. Die Strecke wurde dann nur noch für gelegentliche Überführungsfahrten genutzt. Nach dem Konkurs der Maine Coast Railroad übernahm ab 2003 die Maine Eastern Railroad den Betrieb bis Augusta. Der reguläre Betrieb durch das Stadtgebiet von Augusta wurde wieder eingestellt und die Gleise später überteert, um Parkplatzflächen zu schaffen, sodass kein durchgehender Verkehr mehr möglich ist. East Augusta wird seitdem wieder von Waterville aus bedient. Eine Wiederaufnahme des Personenverkehrs zwischen Brunswick und Augusta wird diskutiert.

## Streckenbeschreibung
Die Strecke verläuft auf ganzer Länge entlang des Kennebec River, den sie in Brunswick, Augusta, Waterville und Skowhegan überquert. Sie zweigt in Brunswick von der Bahnstrecke Portland–Rockland ab und führt zunächst nordwärts über den Fluss. Auf dem folgenden Abschnitt entfernt sie sich einige Kilometer vom Fluss und führt über Cathance und Bowdoinham bis nach Richmond, wo sie wieder auf den Kennebec trifft. Ab hier verläuft die Trasse am westlichen Ufer des Flusses. Über Dresden und Gardiner erreicht sie nach insgesamt 54 Kilometern die Hauptstadt Maines Augusta. Die heutige Brücke über den Fluss wurde erst nach der Überschwemmung 1936 gebaut. Die Pfeiler der alten Brücke sind noch heute vorhanden und befinden sich unmittelbar neben der neuen Brücke.
Bis Winslow verläuft die Bahn nun am östlichen Flussufer. In Winslow wird zunächst der Sebasticook River überquert, bevor erneut eine Brücke über den Kennebec folgt, über die die Stadt Waterville erreicht wird. Hier kreuzte die bis 1871 kolonialspurige Hauptstrecke der Maine Central Railroad. Etwa 1918 wurde diese Strecke östlich von Waterville stillgelegt und die Züge nach Bangor fahren seitdem bis Fairfield über die Strecke Brunswick–Skowhegan. In Fairfield entstand ein neuer Abzweig, der die Verbindung zur Hauptstrecke nach Bangor darstellte. Die Papierfabrik in Hinckley stellt heute das nördliche Ende der Bahnstrecke dar, ab hier sind die Gleise abgebaut. Die Brücke über den Kennebec in Skowhegan wurde nach der Überschwemmung 1987 abgerissen und durch einen schmalen Fußgängersteg ersetzt. Auf dem ehemaligen Bahnhofsgelände in Skowhegan befindet sich heute ein Parkplatz.